# Erlenbrunn
Erlenbrunn is een dorp in de Duitse gemeente Pirmasens, deelstaat Rijnland-Palts, en telt 1.474 inwoners. Het ligt ten zuiden van de stad Pirmasens.
In 1930 zijn bij archeologisch onderzoek bij Erlenbrunn tien grafheuvels uit de Bronstijd en de IJzertijd ontdekt.
In 1155 wordt het dorp voor het eerst in een document vermeld als Hofgut Ettenburen. In de Dertigjarige Oorlog (1618-1648) was het dorp geheel verwoest, maar het werd in de 18e eeuw herbouwd. Veel van de inwoners van het dorp werkten in de late 19e en de 20e eeuw in de schoenfabrieken van Pirmasens.
Vanuit Erlenbrunn zijn er mogelijkheden voor wandel- en fietstochten in het aangrenzende Paltserwoud.